# Ottwin
Ottwin (Otwin von Sonnenburg; † 6. Januar 1019 auf Burg Sonnenburg) war Graf im Lurngau (Oberkärnten) und im Pustertal.
Graf Ottwin war mit Wichburg (Wichpurch, Wichpurg, Wigburg) verheiratet, einer Tochter des bayerischen Pfalzgrafen und vormaligen Kärntner Gewaltboten Hartwig I. († 985). Diese gründete zwischen 1000 und 1023 das Stift St. Georgen am Längsee und Ottwin beteiligte sich um 1000 daran mit der Hingabe eines Großteils seines Erbbesitzes im Pustertal (Dietenheim (Bruneck)). Daraufhin trat er eine Pilgerreise an, kehrte nach 17 Jahren zurück und starb 1019 auf seinem Schloss Sonnenburg (Suanapurc). Er wurde in St. Georgen am Längsee begraben.

## Nachkommen
Aus seiner Ehe mit Wichburg hatte er folgende Kinder:
- Volcholt (Volkhold), Graf, Erbe der restlichen Pustertaler Besitzungen des Vaters; Graf Volcholt, der „edle Levit“, übergab 1039 das Kloster Sonnenburg seinem Bruder, dem Bischof von Trient
- Oudalrich/Ulrich († 1055), 1022–1055 Bischof von Trient, ab 1027 erster Fürstbischof von Trient
- Perchkint (Perchunt, Perchtigund; Hiltiburg); Hiltiburg war zuerst Nonne in Nonnberg und wurde erste Äbtissin der Abtei St. Georgen, die ihrem Mutterbruder, Erzbischof Hartwig von Salzburg, zum Schutze unterstellt war und um 1018 von diesem geweiht wurde.
- Wichburg, ⚭ Graf Aribo († nach 1022); beide waren Mitstifter des Klosters Sonnenburg, dessen erste Äbtissin ihre Tochter Wichburg war; wahrscheinlich erst nach dem Tod Aribos wurde das Kloster von Volcholt an seinen Bruder, Bischof Ulrich von Trient, übertragen; einer der Nachkommen Aribos und Wichburgs ist Pfalzgraf Kuno I. von Rott; Wichburg ist laut H. Dopsch die Ahnfrau der Grafen von Heunburg, nach Justinus Pedro Johannes Gewin stammen von Aribo und Wichburg die Grafen von Flavon ab.
- Hartwig, wahrscheinlich Priester und Mönch in Seeon
- Gerloch, Graf